# انسان‌شناسی
انسان‌شناسی‌ (به انگلیسی: Anthropology) بخشی از علوم اجتماعی است و علم گسترده در خصوص توضیح ابعاد وجودی انسان است، که حوزهٔ گسترده‌ای از فرهنگ تا تاریخ فرگشت انسان را در برمی‌گیرد و ریشه‌های آن در علوم طبیعی و علوم اجتماعی است. ماهیت انسان‌شناسی از دیرباز، مقایسهٔ بین فرهنگی بوده است و نسبی‌گرایی فرهنگی، اصلی اساسی در روش تحقیق انسان‌شناسی شده است.
مردم‌شناسی علم است و از این رو قادر به تبیین، پیش‌بینی و کنترل روابط پایدار بین نمودهای حوزه فرهنگ انسانی یا جامعه بشری است.

## تعریف
Āntropoloźi، معنی اصطلاح اتنولوژی است و از سال ۱۷۸۷ «شوان Chavanne» سوئیسی آن را به کار برده است. این رشته، اکنون برای مطالعه جوامع ابتدایی و انسان فسیل در کنار انسان‌شناسی جسمانی به کار می‌رود. مردم‌شناسی زندگی اجتماعی و حیات فکری و فرهنگ انسان را با توجه به سیر تاریخی و مناسبات طبیعی و اجتماعی بررسی می‌کند و ویژگی‌های جسمانی و زندگی فکری و فرهنگی انسان‌های نخستین و جوامع ابتدایی را می‌کاود. می‌توان گفت این علم آیینه تمام نمای جامعه معاصر است یعنی می‌تواند علل به وجود آمدن سازمان‌ها و بنیان‌های کهن فرهنگی جامعه بشری را که برخی در جوامع معاصر رایج و برخی دیگر متروک شده‌اند کشف نماید.

## انسان‌شناسی یا مردم‌شناسی
ِپژوهش‌ها و دیدگاه‌های متخصصان این رشته‌ها نشان داده است که هرجا مطالعه دربارهٔ انسان به صورتی عمومی و کلی و همه‌جانبه است اصطلاح آنتروپولوژی، و هر جا به صورتی منطقه‌ای، محدود و مربوط به یک زمینه است، اصطلاح اِتنولوژی به کار می‌رود. در سال ۱۳۴۹ «شورای وضع و قبول لغات و اصطلاحات اجتماعی» با در نظر گرفتن همه جوانب و مراتب، اصطلاح انسان‌شناسی را در مقابل کلمه آنتروپولوژی، به مفهوم وسیع کلمه (مطالعه عمومی انسان، شامل روان‌شناسی، جسمانی، باستانی، تاریخی، اجتماعی و فرهنگی) و اصطلاح مردم‌شناسی را در مقابل کلمه اتنولوژی، به معنی مطالعه هر یک از نهادهای انسانی (اقتصادی، اجتماعی، دینی، سنتی و فرهنگی) در محدوده معین برگزید.

## آغاز علم مردم‌شناسی

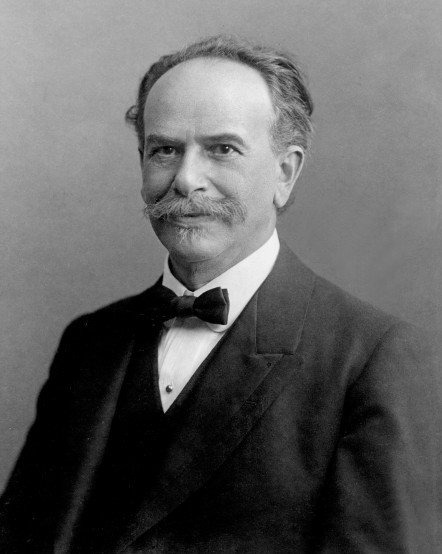
فرانز بوآس

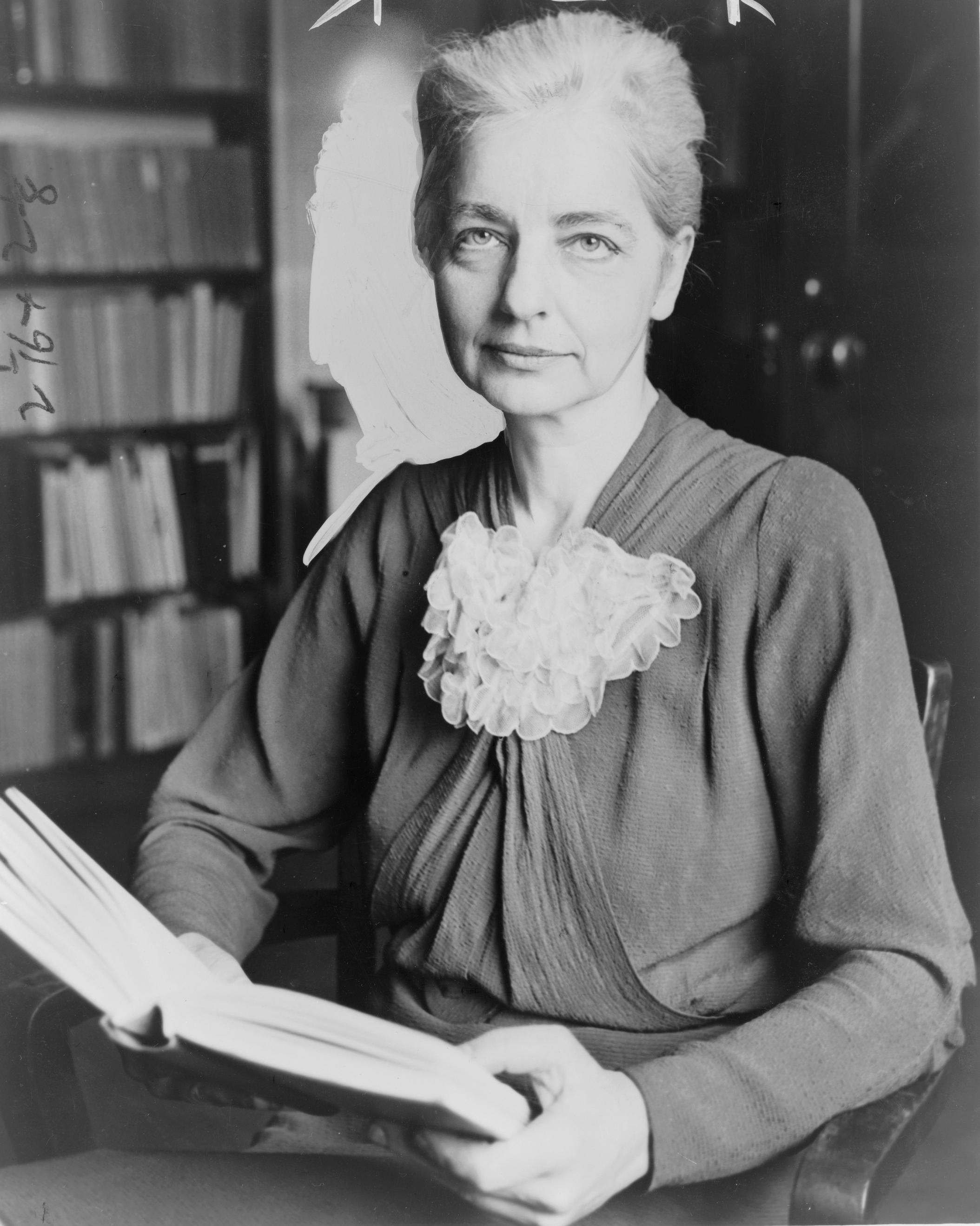
روث بندیکت - ۱۹۳۷

آغاز علم مردم‌شناسی را باید در نیمهٔ قرن نوزدهم قرار داد. در این زمان است که برای نخستین بار با ظهور گروهی از نهادها روبه رو می‌شویم که تلاش می‌کنند از مجموعهٔ داده‌های گردآوری شده به وسیلهٔ جهانگردان، میسیونرها و فاتحان از یک سو و مجموعهٔ تفکرات فلسفی و اجتماعی گروهی از اندیشمندان اروپایی دربارهٔ آن داده‌ها و دربارهٔ ذات و سرنوشت انسان از سوی دیگر، دست به تألیف زده و علمی تازه را با مکانیسم‌ها و روش‌شناسی خاص آن به وجود بیاورند. مردم‌شناسی عمدتاً در کشورهای انگلیس، فرانسه و ایالات متحد آمریکا پدید آمد و رشد کرد. در انگلیس مردم‌شناسی فرهنگی که از داشتن هدف‌های استعماری نیز برکنار نبود به مطالعه اقوام آفریقایی و آسیایی دست یازید و در فرانسه عموماً مردم‌شناسی جنبه فلسفی به خود گرفت و به کار میدانی چندانی دست نزد. برجسته‌ترین مردم‌شناس فرانسوی، لوی استراوس است که بر روش تحقیق علمی تأکید کرد و به زبان‌شناسی و تفسیر اسطوره‌ها پرداخت. در ایالات متحده آمریکا، فرانز بوآس، مالینوفسکی، کروبر، مارگارت مید، روث بندیکت، لسلی وایت و دیگران به مطالعات مردم‌شناسی دامنه‌داری دست زدند و سپس امکان تزاید این میراث اصیل معرفتی را به دیگران وانهادند. بدین ترتیب شاهد آن هستیم که از نیمهٔ دوم قرن نوزدهم مردم‌شناسی یا انسان‌شناسی، چه به مفهوم شناخت موجودیت بیولوژیک انسان و چه به عنوان شناخت موجودیت فرهنگی انسان، وارد محافل علمی می‌شود. دیدگاه بوآس دربارهٔ جامعیّت انسان‌شناسی به عنوان معرفتی علمی که همهٔ جوانب زیست انسانی را در بر می‌گیرد، باعث شده تا امروزه در دانشگاه‌های آمریکای شمالی انسان‌شناسی به عنوان علمی چهار شاخه‌ای شناخته شود: انسان‌شناسی فرهنگی، انسان‌شناسی زیستی (یا انسان‌شناسی کالبدی)، انسان‌شناسی زبان (یا زبان‌شناسی)، باستان‌شناسی.

## هدف
هدف مردم‌شناسی مشاهده جوامع برای شناخت «واقعه‌های اجتماعی» ست، که به ثبت و ضبط این واقعه‌ها پرداخته و آمارهای مربوط را تدوین و برقرار می‌سازد و به انتشار اسناد و مدارک معتبر می‌پردازد.

## شاخه‌ها
مردم‌شناسی به شاخه‌هایی چون مردم‌شناسی زیستی، مردم‌شناسی فرهنگی تقسیم می‌پذیرد و هریک از این تقسیمات نیز بخش‌های متنوع دیگری را در بر می‌گیرد.

### انسان‌شناسی زیستی (کالبدی)
در این رشته، که مردم‌شناسی جسمانی هم نامیده می‌شود، خصوصیات جسمانی انسان و رابطه آن با رفتارهای اجتماعی و فرهنگی او همیشه مورد توجه خاص بوده است. مردم‌شناسی جسمانی، مسائلی مثل نژاد و اختلافات نژادی در رابطه با خصوصیات جسمانی، مقایسه و اندازه‌گیری اعضاء بدن را با استفاده از بیومتری (زیست سنجی)، آنتروپومتری (انسان سنجی)، مورفولوژی انسانی، آندوکرینولوژی (شناخت فعالیت غدد داخلی)، فیزیولوژی مقایسه‌ای و ژنتیک مورد مطالعه قرار می‌دهد و در مطالعات خود هم به شناخت و مقایسه استخوان بندی انسان پرداخته و هم به بررسی ویژگی‌هایی نظیر رنگ پوست، شکل مو، چشم و غیره نظر دارد. مردم‌شناسی زیستی، از طریق مطالعه تشریحی اقوام زنده و مقایسه آن با آثار باقی‌مانده مربوط به انسان‌های پیشین به چگونگی تغییرات زیستی که در سیر حیات انسانی رخ داده است وقوف می‌یابد. (از تئوری داروین تا امروز)

### مردم‌شناسی فرهنگی
کار مردم‌شناسی فرهنگی عمدتاً بررسی ظهور، تحول و تأثیر فرهنگ در زندگی آدمی است. مردم‌شناسی فرهنگی که گاهی مردم‌شناسی اجتماعی نیز خوانده شده در پی آن است تا تنوعات وسیع آداب و رسوم و صور گوناگون حیات اجتماعی را مخصوصاً در بین مردمی که دارای تکنولوژی ابتدایی هستند، با روشی علمی به تحلیل کشد. همچنین، مطالعه عمیق مقولات اجتماعی چون تکنولوژی یا فرهنگ مادی و پویش اقتصادی، مؤسسات اجتماعی، زندگی زناشویی، نهاد دین، دولت، هنر، جادو، توانایی‌ها، تنوع رفتار و شکل‌پذیری طبع انسانی را بر عهده می‌گیرد و در مطالعات خود از داده‌ها و اطلاعات مردم نگاری کمک می‌گیرد. مردم نگاری تنها جنبه توصیفی دارد و مجموعه‌ای از داده‌ها و اطلاعات را بدون تحلیل و به صورت عکسبرداری وقایع و پدیده‌ها فراهم می‌کند که مورد استفاده مردم‌شناسی قرار می‌گیرد. مردم‌شناسی فرهنگی با زبان‌شناسی علمی نیز سروکار دارد و از نتیجه تحقیقات آن برخوردار می‌شود. بدین ترتیب حوزه بررسی این شاخه از مردم‌شناسی، شامل همه دستاوردهای بشری یا نظام فرهنگ انسانی است.

## نظریه‌ها و مکاتب
از اختصاصات علوم انسانی و اجتماعی وجود متفکران و کارشناسان بسیاری است که هر یک از آن‌ها از نظریه‌های خاصی برخوردار هستند. در این علم، نظریه‌ها و مکاتب چهارگانه زیر را می‌توان مطرح ساخت:

### مکتب فرگشت‌گرایی

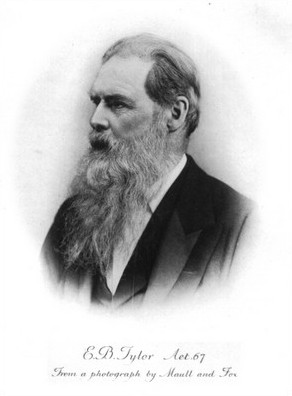
ادوارد تایلر

اساس و اصول این نظریه بر این اصل استوار است که فرهنگ جامعه بشری از آغاز تا به امروز ثابت نبوده و تغییر و تحول یافته است. به سخن دیگر اصل حرکت یا پویایی، اساس و زیربنای این تئوری را تشکیل می‌دهد؛ بنابراین آنچه که در این مکتب مورد بررسی است جامعه و فرهنگ انسانی است که از مرحله ساده به پیچیده سیر کرده است. برخی از پیروان این مکتب عبارتند از: ادوارد تایلر (Edward Tylor)، فریزر (Frazer)، گوردن چایلد (Gordon Child)، لسلی وایت (Lessley White)، جولیون استوارد (Jolion Steward)، لوئیز هنری مورگان.

### مکتب اشاعه
نظریه‌های اشاعه از انتقاداتی که به تکاملیون و تحولیون، خصوصاً نظریه سیر یک خطی و موازی تحولات فرهنگی می‌شد به وجود آمد، در قرن نوزدهم ظهور کرد و تا قرن بیستم تداوم یافت. نقطه حرکت محوری این نظریه، تأمل بر تغییرات فرهنگی از یک سو و توجه به شباهت‌های فرهنگی از سوی دیگر است و برخلاف نظریه تکامل فرهنگی، بیشتر جوامع همیشه در جهت سیر تکاملی نیست و گاهی جنبه قهقرایی دارد. پیروان این نظریه معتقدند که برای شناخت خصوصیات هر فرهنگ باید تاریخ آن را مورد مطالعه قرار داد و ارتباط آن را با جوامع دیگر کشف کرد. به عقیده آن‌ها ابداعات و اختراعات محدود بوده، از این رو مرکزیت خاصی برای اشاعه اولین فرهنگ‌ها می‌شناسند. پیدایش تئوری اشاعه بنیادها به مطالعات تاریخی متکی است و به همین سبب به مکتب تاریخی نیز شهرت دارد - در کشورهای مختلف اروپا و آمریکا منشأ نظریات گوناگونی گردید که به سه جریان فکری آلمانی، انگلیسی و آمریکایی معروف است.

#### آلمان
روبرت فریتس گربنر (Robert Fritz Craebner) و ویلهم اسمیت (Wilhelm Smith)، از پایه‌گذاران این جریان فکری در آلمان می‌باشند، که به نام «مکتب وین» معروف شده است. آن‌ها عقیده داشتند که فرهنگ اولیه انسان از سرزمینی در آسیا نشأت گرفته، و عواملی مانند مهاجرت‌های بزرگ، داد و ستد و غیره سبب انتقال آن به سرزمین‌های دیگر جهان شده است. نظریه اشاعه در آلمان به نظریه تاریخی یا ترکیبی معروف شده است. پیروان این نظریه بر این باورند که عناصر تشکیل دهنده فرهنگ این جامعه ترکیبی است که از فرهنگ‌های مختلف گرفته شده است و کشفیات باستان‌شناسی را برای دستیابی به عناصر و اجزاء متشکله فرهنگ‌های گوناگون بسیار سودمند می‌دانند.

#### انگلیس
از پیروان اصلی مکتب اشاعه انگلیس، گرافتن الیوت اسمیت (Grafton Elliot Smith) است. پیروان این نظریه بر این باور بوده‌اند که ابداعات و اختراعات فرهنگی، نخست در یک محل روی داده و سپس به نقاط دیگر انتقال یافته است. بدین ترتیب، مصر را در درجه اول و یونان را در درجه دوم سر چشمه و مهد اشاعه فرهنگ و تمدن همه کشورها می‌دانند.

#### ایالات متحده آمریکا
رهبری این جریان فکری را در آمریکا، «فرانتس بوآس» به عهده داشت. این نظریه به «فرهنگ تاریخی» یا «تغییر فرهنگی» معروف است و پیروان آن عقیده دارند که بخش‌های مختلف فرهنگ، که از دیگر فرهنگ‌ها گرفته شده است، به یکدیگر مرتبط شده و ترکیب فرهنگی جدیدی را به وجود می‌آورد، که فعالیت مشخصی دارد. تحولات فرهنگ بشری را باید به صورت تاریخی مورد توجه قرار داد و برخلاف آنچه که تکاملیون گفته‌اند، تطور به معنی تکامل نیست، فرهنگ‌ها طبقه‌بندی نمی‌شوند، فرگشت بیولوژیکی قابل انطباق با تکامل فرهنگی نیست و سر انجام، تکامل جامعه خط سیر معینی ندارد و آینده آن قابل پیش‌بینی نیست. از صاحب نظران اشاعه آمریکا، می‌توان از «ادوارد ساپیر»، «هرسکویتس»، «کروبر» و «رالف لین تن» نام برد.

### مکتب کارکردگرایی (فونکسیونالیزم)

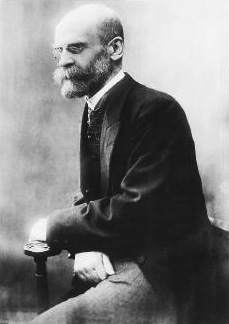
امیل دورکیم

کارکردگرایی همچون اشاعه گرایی، یکی از نظریاتی بود که در واکنش به فرگشت‌گرایی به وجود آمد و عبارت است از بررسی هر عمل اجتماعی یا هر نهاد با توجه به رابطه‌ای که با تمامی کالبد اجتماعی دارد. به همین سبب است که این نظریه به عنوان یک فرضیه «مجموعه نگر» و «مفیدیت» شناخته شده است. به عبارت دیگر عمل یا نهاد وقتی به روشنی شناخته می‌شود که مناسبت و سهم و «کارایی» آن در قبال سایر اعمال و نهادهای جامعه مشخص شود. از لحاظ تاریخی ریشه‌های کارکردگرایی را می‌توان در نزد سه متفکر بزرگ علوم اجتماعی یافت: اگوست کنت، هربرت اسپنسر و امیل دورکیم. اما نظریه پردازان اصلی این گرایش که توانستند آن را به یک ابزار در زمین تحقیق تبدیل کنند، برانسیلاو مالینوفسکی و رادکلیف براون بودند.

### مکتب ساختار گرایی
ساختارگرایی (structuralism) یکی از مکاتب نظری انسان‌شناسی است که نمونه‌های متفاوتی از آن وجود داشته، اما آن را عمدتاً به ساختار - کارکردگرایی یا (کارکردگرایی ساختاری) در انسان‌شناسی اجتماعی بریتانیا و ساختارگرایی انسان‌شناسی فرانسه تقسیم می‌کنند و دو چهره بارز «رادکلیف براون» و «کلود لوی استراوس» را در رأس هر یک از آن‌ها قرار می‌دهند. پیروان این نظریه معتقدند که ساخت اجتماعی است که اساس جامعه را تشکیل می‌دهد و برآنند که خصوصیات یک کل با حاصل اجزاء آن تفاوت دارد، از این رو مجموعه یک جامعه یا سازمان را نمی‌توان شناخت مگر آن که عناصر سازنده و نحوه آرایش آن‌ها در داخل کل شناخته شود.

## روش تحقیق
در مطالعات علوم اجتماعی دو روش وجود دارد:

### روش پهنانگر
که عبارت است از مشاهده جوامع گسترده یا یک سلسله از اجتماعات. هدف این روش به دست آوردن خصوصیات عمومی جامعه است.

### روش ژرفانگر
که در آن جامعه خاصی که از وسعت و قلمرو محدود و مشخصی برخوردار است، به‌طور عمیق و به تفصیل مورد مشاهده و مطالعه قرار می‌گیرد. این روش از جمله فنون مربوط به تحقیقات مردم‌شناسی است که ویژگی اساسی آن مشاهده و مشارکت در زندگی مردم است، و با فنون و روش‌های دیگر تحقیق می‌توان جامعه محدود و مشخص را بررسی کرد. تأکید بر محدود و مشخص بودن جامعه از آن رو است که در مردم‌شناسی هر چه جامعه، قوم و قبیله کم جمعیت تری گزینش شود، دستیابی به هدف و نتایج لازم زودتر و دقیق‌تر خواهد بود، به علاوه نتیجه کار اطمینان و اعتماد بیشتری در پی خواهد داشت؛ بنابراین نخستین شرط، در مطالعات مردم‌شناسی، زندگی در میان جامعه مورد مطالعه، مشاهده عناصر مختلف و طبقه‌بندی پدیده‌های مختلف اجتماعی است.

## مردم‌نگاری و مردم‌شناسی
مردم‌نگاری عبارت است از مطالعه دقیق و همه‌جانبه تظاهرات مادی و غیر مادی فعالیت‌های انسانی در جامعه‌ای محدود است و می‌توان آن را مطالعه توصیفی مردم نامید. مردم‌شناسی چنان به مردم نگاری وابسته است که امکان تفکیک بین آن‌ها دشوار است. کار مردم نگاری تهیه مونوگرافی و گزارش‌های نسبتاً کاملی از همه مسائل مربوط به یک واحد اجتماعی و قابل تفکیک است و مردم‌شناسی با روش «مقایسه‌ای» و ترکیب آن‌ها به نتیجه‌گیری کلی می‌رسد.

## ارتباط با سایر علوم
قوانین طبیعی و اجتماعی از آن رو که پیامد آن‌ها به انسان و زندگی او پایان می‌یابد، با هم پیوستگی کامل دارند. علوم تجربی مانند باستان‌شناسی، زبان‌شناسی، جغرافیای انسانی، روان‌شناسی، جامعه‌شناسی، زیست‌شناسی، ژنتیک و زمین‌شناسی به رشد و تکامل مردم‌شناسی بسیار مدد رسانده‌اند. باید توجه داشت مردم‌شناسی در قلمرو مطالعات خود از همه علوم و فنون استفاده می‌کند و آن‌ها را به کار می‌برد ولی وحدت علمی‌اش، که متشکل از اجزاء تجارب و نظریه‌های علوم دیگر است بر اساس توجه به انسان و تمرکز به فرهنگ است.
دو رشتهٔ انسان‌شناسی و جامعه‌شناسی متقابلاً همدیگر را تقویت می‌کنند و مرز قاطعی بین‌شان وجود ندارد و این یک دلیل ساده دارد: این که هم پژوهش‌های انسان‌شناختی و هم پژوهش‌های جامعه‌شناختی ریشه در مسائل اخلاقی و فکری کلان یکسانی دارند. مسائلی مانند ماهیت زندگی جمعی، روابط افراد با گروه، و شاید مهم‌تر از همه این که زمانه و تنگناهای جمعی خودمان را چطور باید بفهمیم.
با همهٔ این‌ها انسان‌شناسی و جامعه‌شناسی هر کدام سنت‌ها و روش‌های تحقیق متمایز و مخصوص به خود را دارند. جامعه‌شناسان عمدتاً پژوهش خود را بر جوامع شهری و صنعتی‌شده متمرکز می‌سازند و معمولاً بر تحلیل کمّی داده‌های آماری تکیه می‌کنند و پیمایش شاید مهم‌ترین ابزار پژوهشی آنان باشد. در نتیجه جامعه‌شناسان معمولاً نتایج پژوهش‌هایشان را در قالب گزاره‌های معطوف به روابط علت و معلولی و همبستگی اجتماعی، مانند رابطهٔ بین استعمال مواد مخدر و میزان آدمکشی یا رابطهٔ بیکاری با جرائم خشونت‌بار، بیان می‌کنند. اما انسان‌شناسان همچنان تمرکزشان بر جوامع غیربومی و روش اصلی‌شان مشاهده‌ی مشارکتی است، و از سویی در پی دستیابی به نوعی گزارهٔ عام دربارهٔ رفتار اجتماعی‌اند و از سوی دیگر به دنبال ترسیم تصویری دقیق از بافتار زندگی روزمره. آنان همچنین به مراتب بیش از جامعه‌شناسان تمایل دارند یافته‌هایشان را در چارچوب مقایسه‌ای میان‌فرهنگی قرار دهند که جوامع متعدد در زمان‌ها و مکان‌های مختلف را دربر گیرد.

## مردم‌شناسی در ایران

### مردم‌شناسی پیش از اسلام

#### مردم‌شناسان غیر ایرانی
آنچه که دربارهٔ مردم‌شناسی دوره پیش از اسلام در ایران، از مورخان و سیاحان غیر ایرانی به جای مانده، مربوط به یونانی‌ها و رومی‌هاست. هرودوت (۴۵۱ تا ۴۸۴ ق. م) شرح مبسوطی دربارهٔ اقوام ایرانی مادها، پارس‌ها، سکاها و ملل تابع امپراتوری ایران نگاشته است. مورخان دیگر مانند گزنفون (۴۳۰ تا ۳۵۲ ق. م) کتزیاس، توسیدید (۳۹۵ تا ۴۶۰ ق. م) پلوتارک (۱۲۰ تا ۵۰ میلادی) و آریان و غیره در کتب و آثار خود فصولی را به خصوصیات اجتماعی، اقتصادی، سیاسی و نظامی ایران اختصاص داده‌اند. همچنین در عهد ساسانی عده‌ای از سیاحان و جغرافی دانان روم، ارمنی و مسیحی دربارهٔ تاریخ و جغرافیای ایران مطالبی نگاشته‌اند.

### مردم‌شناسی در ایران دوره اسلامی
اطلاعات مربوط به این دوره را از مطالعه کتب و آثار مهمی که از سیاحان، نویسندگان، مورخان، شعرا و جغرافی دانان به جای مانده است می‌توان به دست آورد، مانند: ناصر خسرو، یعقوبی، مسعودی، دینوری، مقدسی (کتاب: احسن التقاسیم فی معرفة الاقالیم)، ابن خردادبه و اصطخری (کتاب: المسالک و الممالک)، ابن فضلان (کتاب: از بغداد تا صقلاب)، یاقوت حموی (کتاب: معجم البلدان)، ابوالفضل بیهقی، خواجه رشیدالدین فضل‌الله (کتاب: جامع التواریخ)، مارکوپولو، ابن بطوطه، ابن خلدون، ابوریحان بیرونی (کتاب: تحقیق ماللهند) که مؤثرترین و به نام‌ترین جغرافی‌دان، مورخ و سیاح این دوره است و می‌توان او را استاد مسلم مردم‌شناسی نامید. علاوه بر افراد مذکور می‌توان از جهانگردان، باستان‌شناسان و مردم‌شناسان اروپایی مانند: تاورنیه، شاردن (دوره صفویه)، کرژن و سایکس (دوره قاجار) نام برد.

### مردم‌شناسی در دوران معاصر
مردم‌شناسی سده کنونی در ایران با گسترش مطالعات فولکلوریک و توجه به زبان و ادبیات عامیانه و فرهنگ عامه مردم ایران آغاز می‌شود و سپس با تأسیس موسسات تحقیقاتی در زمینه مسائل مردم‌شناسی و رواج تدریس رشته مردم‌شناسی در دانشگاه‌های ایران ادامه پیدا می‌کند.

#### مردم شناسان معاصر ایران
بعد از تأسیس مراکز دانشگاهی و تحقیقاتی در ایران به مرور زمان رشته‌های مردم‌شناسی / انسان‌شناسی و قوم‌نگاری نیز در میان علاقمندان به این حوزه مورد توجه قرار گرفت و افراد مختلفی به تحصیل، تحقیق و پژوهش در زمینه مردم‌شناسی پرداختند.
علی بلوکباشی، هوشنگ پورکریم، محمود خلیقی، محمدحسین باجلان فرخی، مرتضی فرهادی، محمود روح الامینی، محمدرضا تقوی فرد، ناصر فکوهی، جلال الدین رفیع‌فر، حمیدرضا دالوند، محمد میرشکرایی، کامیل احمدی، امیلیا نرسیسیانس، مهرداد عربستانی، عباس تحویلدار، از جمله مردم‌شناسان متاخر در ایران می‌باشند که آثار مختلفی در حوزه‌های مردم‌شناسی، انسان‌شناسی، قوم‌نگاری، قوم‌نگاری تصویری مردمان ایران و آسیب‌های اجتماعی رایج در جامعه ایرانی تولید و منتشر کرده‌اند.